# Base aérienne de Yecheon
La base aérienne de Yecheon est un aéroport militaire situé en Corée du Sud.